# 通奏低音
通奏低音（英語：Basso continuo;臺灣譯爲數字低音）開始於巴洛克时期的一种機動組合樂器及和聲的伴奏声部，通過低音、和弦以及聲樂，演奏以数字低音写成的樂譜，負責演出音樂的和聲結構。

## 歷史
接近1600年，由佛羅倫斯薩卡梅拉塔組織試圖復興古希臘悲劇。當時的學者梅伊認為古希臘演劇式單旋律的（英語：monody style；單聲歌曲型式），並且堅持單旋律音樂才能表達情緒。因此他們的音樂一改中世紀以來的複音音樂風格，創造出以單聲歌曲，和半念半唱的宣敘調風格，並在較為激動的地方使用持續低音伴奏。

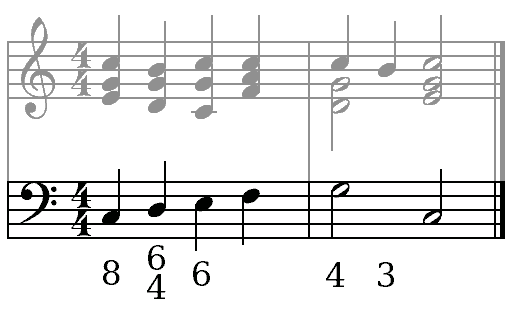
通奏低音的一種記譜法

進入巴洛克時期（約1600-1750年）之後，持續低音聲部幾乎備用用在所有音樂之中，並為音樂提供了和聲骨架。Basso continuo一詞經常簡稱為continuo，演奏持續低音聲部的演奏家稱為持續低音組。
數字低音的處理實現通常由演奏者完成，這在巴洛克時期的實踐中有各種各樣的情況。它至少需要一件可以演奏和弦的樂器，如羽管鍵琴、風琴、琉特琴、西爾伯琴、吉他、古簧風琴或豎琴。此外，低音區的樂器數目不拘，如大提琴、倍低音提琴、低音維奧爾琴或低音管。最通行的組合，在歌劇等世俗聲樂作品中是羽管鍵琴和大提琴，宗教音樂中是管風琴（至少現代的詮釋是這樣）。演奏者一般會按照樂器的家族分類來擴充編制：當編制有雙簧管或其他管樂時，也加入低音管；但當編制只有弦樂組時，則只用大提琴（倍低音提琴可選）。豎琴、琉特琴等手持樂器則在17世紀初的音樂中更典型。作曲家有時指定樂器：蒙特威爾第在《奧菲歐》中要求的編制有例外的變化，田園場景以多台羽管鍵琴和低音小提琴伴奏，而隨後的悲歌則用小型管風琴和西爾伯琴來伴奏，卡戎守護著的古簧風琴的聲音。
鍵盤（或其他能演奏和弦的樂器）演奏家通過在記譜的低音線條之上演奏實現準備的或即興的完整和弦，來對持續低音聲部進行處理。以下描述的數字低音記譜只是一個指引，但演奏者也應運用他們的判斷力來依據其他聲部（尤其是主旋律聲部及其中的變化音）來指引自己的演奏。經驗豐富的演奏者會在自己的演奏中引用其他聲部中出現的動機。這類音樂的現代修訂版通常會完整寫出鍵盤聲部的音，來代替即興。隨著復古風格演奏的興起，越來越多的人又具備了像巴羅克時期演奏家那樣從數字標記中視奏的能力。
儘管持續低音是巴羅克時期音樂的本質結構和判別特徵，但在之後繼續出現在許多作品中，最多的是（但不僅限於）古典時期的宗教合唱作品。C·P·E·巴赫的d小調長笛、弦樂和持續低音協奏曲是一個例子。19世紀的持續低音應用更少，但也有如布魯克納、貝多芬的彌撒，另如舒伯特，有為管風琴作出的持續低音聲部。

## 演奏方式
數字低音標示的聲部，是將數字和升降號（有時是數字劃上斜槓或反斜槓）記於低音線條的譜表下方，以指示應演奏低音上方的哪些音程。

## 乐器
低音乐器
低音乐器通常可能是大提琴、贝低音提琴、低音维奥尔琴及巴松大管等。
低音乐器演奏者直接演奏数字谱面上的音，无视上方的阿拉伯数字。
和声乐器
和声乐器通常可能是羽管大键琴、管风琴、瑞勾风琴等键盘乐器，也可能是鲁特琴、吉他、西奥伯琴、竖琴等拨弦乐器。
和声乐器演奏者需要根据数字低音上方的数字，结合五线谱中的音弹奏出相应的和弦，同时也要弹奏谱面上的低音。